# La Pampa
La Pampa je provincie v centrální Argentině. Hraničí s provinciemi San Luis, Córdoba, Buenos Aires, Río Negro, Neuquén a Mendoza.
Její hlavní město se jmenuje Santa Rosa de Toay a má 85 tisíc obyvatel.

## Departementy
Seznam departementů provincie La Pampa a jejich hlavních měst:
1. Atreucó (Macachín)
2. Caleu Caleu (La Adela)
3. Capital (Santa Rosa)
4. Catriló (Catriló)
5. Chalileo (Santa Isabel)
6. Chapaleufú (Intendente Alvear)
7. Chical Co (Algarrobo del Águila)
8. Conhelo  (Eduardo Castex)
9. Curacó (Puelches)
10. Guatraché (Guatraché)
11. Hucal (Bernasconi)
12. Lihuel Calel (Cuchillo-Có)
13. Limay Mahuida (Limay Mahuida)
14. Loventué (Victorica)
15. Maracó (General Pico)
16. Puelén (25 de Mayo)
17. Quemú Quemú (Quemú Quemú)
18. Rancul (Parera)
19. Realicó (Realicó)
20. Toay (Toay)
21. Trenel (Trenel)
22. Utracán (General Acha)